# Лазарев, Борис Георгиевич
Борис Георгиевич Лазарев (6 августа 1906, Мирополье, ныне Краснопольского района Сумской области — 20 марта 2001, Харьков) — физик, автор разработок в области физики низких температур и высоких давлений, доктор физико-математических наук — 1943, профессор — 1944, член-корреспондент АН УССР — 1948, академик АН УССР — 1951.

## Биография
Родился 6 августа 1906 года. Отец — приходской священник в Мирополье.
Окончил в своём селе церковно-приходскую школу, учился в Белгородской гимназии, работал помощником на пасеке. В 1920—1923 годах учился в вечерней семилетке Юзовки, одновременно работал рассыльным, потом делал конторщиком и счетоводом, одновременно продолжал учёбу в ФЗУ.
В 1930 году окончил Ленинградский политехнический институт — с третьего курса обучения работал в лаборатории инфракрасных волн. В 1928—1932 в Ленинградском физико-техническом институте, в 1932—1937 — в Уральском физико-техническом институте.
В 1936 году вместе с Львом Шубниковым открыл ядерный парамагнетизм у твёрдого водорода при температурах 1.7—4.2 К, это явление вошло в учебники по физике, труд «Магнитный момент протона».
С 1937 года работает в Харьковском физико-техническом институте АН Украины — Лев Шубников, основатель ХФТИ Обреимов и директор института Лейпунский были арестованы; возглавлял отдел физики твёрдого тела и конденсированного состояния вещества, впоследствии — отдел физики низких температур, также занимал должность заместителя директора института.
В 1938 году открыл явление сверхтекучей плёнки гелия — II; ему присуждается без защиты учёное звание кандидата физико-математических наук по представлению академика Иоффе.
Впервые в мире провёл измерения магнитных и электрических свойств различных веществ при низких температурах и давлении в 20 тысяч атмосфер.
Во время Великой Отечественной войны работал в институте, эвакуированном в Алма-Ату, выполнял военные задачи:
- разработал воспламенитель горючей смеси для противотанковых бутылок,
- предложил способ повышения дальности стрельбы ракетами,
- помог усовершенствовать на Балхашском медеплавильном заводе технологию производства меди.

В апреле 1944 года с институтом возвращается в Харьков.
В течение 1949—1951 годов совместно с Борисом Веркиным исследовал квантовые осцилляции магнитной восприимчивости многих металлов.
В 1951 году избран академиком АН УССР.
Среди его технических разработок —
- способ получения высоких давлений при сверхнизких температурах — «ледяной бомбы» — в соавторстве с Л. Кан, 1939—1944;
- методика разделения изотопов гелия — 1950.

Разработаны им совместно с коллегами высоковакуумные криоконденсационные и криоадсорбционные насосы — 1957—1959,
- сверхмощные соленоиды с рекордными значениями магнитных полей — в 1968—1973,
- аппаратура и эффективная методика получения температур ниже 1 К.

## Ученики
Среди его учеников: Борис Веркин, Александр Галкин, Евгений Боровик, Игорь Дмитренко, Владимир Хоткевич, Иосиф Гиндин, Б. Н. Есельсон.

## Награды и премии
- Орден «За заслуги» II степени (1999)
- Орден «За заслуги» III степени (1996)
- орден Трудового Красного Знамени (06.08.1976)
- орден Дружбы народов (08.08.1986)
- медали
- Сталинская премия (1951)
- Государственная премия УССР в области науки и техники (1982) — за разработку и исследование сверхпроводников с высокими критическими параметрами (вместе с Владимиром Ажажей, Юрием Белецким, Валентином Свеклой, Александром Галкиным, Либой Лазаревой, Николаем Матросовым, Владимиром Паном, Виталием Полтавцем, Олегом Чёрным)
- Заслуженный деятель науки Украинской ССР (1966)